# Ain't Love Grand!
 (février 2017).
Si vous disposez d'ouvrages ou d'articles de référence ou si vous connaissez des sites web de qualité traitant du thème abordé ici, merci de compléter l'article en donnant les références utiles à sa vérifiabilité et en les liant à la section « Notes et références ».
Albums de X
More Fun in the New World
(1983) See How We Are
(1987)
Singles
1. Burning House of Love
Sortie : 1985

Ain't Love Grand! est le cinquième album du groupe de punk rock américain X, sorti en 1985.

## Présentation
Cet album a été le premier à ne pas être produit par Ray Manzarek.
Poursuivant avec leur fusion du punk, du rockabilly et de la country, l'album a moins du son punk rock que les précédents opus, et comprend le petit hit radio Burning House of Love.
La vidéo de cette chanson est essentiellement diffusée en fin de nuit sur la chaîne de télévision américaine MTV, mais le groupe a également exécuté la chanson sur l'American Bandstand en septembre 1985, leur apparition à la télévision la plus remarquée à ce jour,.
L'album inclut également un cover de la chanson All or Nothing (en) de Small Faces.
Le guitariste principal Billy Zoom quittera le groupe après cet album. Il retrouve, cependant, le groupe en 1998 à l'occasion d'une tournée.
En 2002,l'album est réédité, par Rhino Records, avec trois titres bonus.

## Liste des titres
| A1. | Burning House of Love   |  | 3:54 |
| A2. | Love Shack              |  | 3:06 |
| A3. | My Soul Cries Your Name |  | 3:37 |
| A4. | My Goodness             |  | 4:40 |
| A5. | Around My Heart         |  | 4:43 |

| Face B | Face B                                        | Face B                         | Face B | Face B | Face B | Face B | Face B | Face B | Face B |
| No     | Titre                                         | Auteur                         | Durée  |        |        |        |        |        |        |
| ------ | --------------------------------------------- | ------------------------------ | ------ | ------ | ------ | ------ | ------ | ------ | ------ |
| B1.    | What's Wrong with Me                          |                                | 3:43   |        |        |        |        |        |        |
| B2.    | All or Nothing (en) (reprise des Small Faces) | - Steve Marriott - Ronnie Lane | 3:08   |        |        |        |        |        |        |
| B3.    | Watch the Sun Go Down                         |                                | 3:50   |        |        |        |        |        |        |
| B4.    | I'll Stand Up for You                         |                                | 4:00   |        |        |        |        |        |        |
| B5.    | Little Honey                                  | Dave Alvin, John Doe           | 3:43   |        |        |        |        |        |        |
| B6.    | Supercharged                                  |                                | 3:47   |        |        |        |        |        |        |
| 42:11  |                                               |                                |        |        |        |        |        |        |        |

| Ré-édition 2002 - Titres bonus | Ré-édition 2002 - Titres bonus | Ré-édition 2002 - Titres bonus | Ré-édition 2002 - Titres bonus | Ré-édition 2002 - Titres bonus | Ré-édition 2002 - Titres bonus | Ré-édition 2002 - Titres bonus | Ré-édition 2002 - Titres bonus | Ré-édition 2002 - Titres bonus | Ré-édition 2002 - Titres bonus |
| No                             | Titre                          | Auteur                         | Durée                          |                                |                                |                                |                                |                                |                                |
| ------------------------------ | ------------------------------ | ------------------------------ | ------------------------------ | ------------------------------ | ------------------------------ | ------------------------------ | ------------------------------ | ------------------------------ | ------------------------------ |
| 11.                            | Wild Thing (Long version)      | Chip Taylor                    | 6:19                           |                                |                                |                                |                                |                                |                                |
| 12.                            | I Will Dare (Demo)             | Paul Westerberg                | 3:18                           |                                |                                |                                |                                |                                |                                |
| 13.                            | My Goodness (Demo)             |                                | 5:08                           |                                |                                |                                |                                |                                |                                |
| 14.                            | All or Nothing                 | Marriott, Lane                 | 4:52                           |                                |                                |                                |                                |                                |                                |
| 59:06                          |                                |                                |                                |                                |                                |                                |                                |                                |                                |

Notes
- En 2002, l'album bénéficie d'une réédition CD remastérisée[5] regroupant les faces A et B de l'édition originale, à laquelle viennent s'ajouter 3 titres bonus.
- Cependant, le titre All or Nothing est listé comme un titre bonus dans cette ré-édition et n'apparaît qu'en 14e piste.

## Musiciens
- Exene Cervenka – voix
- Billy Zoom (en) – guitare, saxophone
- D.J. Bonebrake (en) – Batterie, percussions
- John Doe – voix, Guitare basse